# Himalaya-Murmeltier
Das Himalaya-Murmeltier (Marmota himalayana) ist eine Art aus der Gattung der Murmeltiere. Sie gilt als bislang nur sehr wenig erforscht. 

## Verbreitung
Das Verbreitungsgebiet des Himalaya-Murmeltiers umfasst trotz seines Namens nicht nur den Himalaya. Sein Verbreitungsgebiet reicht vielmehr vom nepalesischen Himalaya und dem  Kuenlun bis zum östlichen Nanschan und den Gebirgen der Provinz Sikang.

## Beschreibung
Das Himalaya-Murmeltier zählt zu den größten und schwersten Arten innerhalb der Gattung der Murmeltiere. Einzelne Tiere können bis zu 70 Zentimeter lang werden und wiegen mitunter bis zu neun Kilogramm. Das Menzbier-Murmeltier, das kleinste der Murmeltiere, wird dagegen nur 40 bis 45 Zentimeter groß und wiegt durchschnittlich 2,5 Kilogramm.

## Systematik
Innerhalb der Murmeltiere ist vermutlich das Steppenmurmeltier eines der nächsten Verwandten. Es ist in den vergangenen Jahrzehnten gelegentlich sogar als eine Unterart davon eingeordnet worden.